# 牛舌餅
牛舌餅（ニョーシェアビン）とは、台湾菓子の１つで、細長い形状とサクサクとした食感が特徴の、伝統的な餅菓子である。
主な名産地は宜蘭県全域と彰化県の鹿港鎮だが、両地域で使用する材料や食感が異なるため、一部の台湾人からは別の菓子として見なされることもある。どちらも牛の舌に似た細長い楕円形をしており、これが名前の由来とされている。

## 概要
台湾で古くは、赤ちゃんが生後4か月を迎えると、両親は伝統的な儀式に従い、牛舌餅に穴を開けて、赤ちゃんの胸に掛け、訪問してくる親戚や友人に振る舞う習慣があった。これは、子供の賢さと健やかな成長を祈るためのものであり、この風習は現在も台湾南部や東部に受け継がれているが、台湾北部ではすでに廃れてした。
また、中国の北京にも牛の舌に似た形をした焼餅があり、同じく「牛舌餅」と呼ばれるが、台湾の牛舌餅とは異なる。北京のは厚みがあり、中には焼き餃子の餡のような豚肉や牛肉・山羊肉などが入っている。こちらは菓子というより、主食のように扱われている。

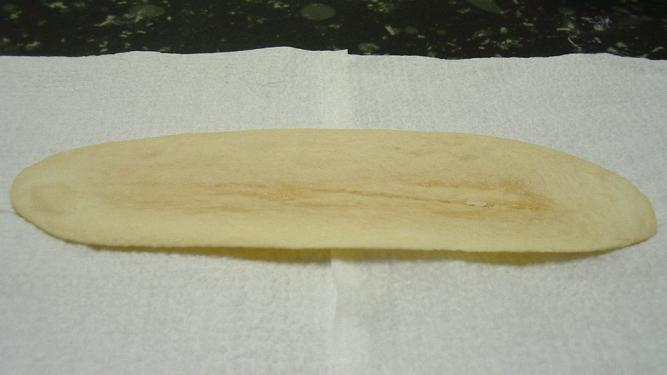
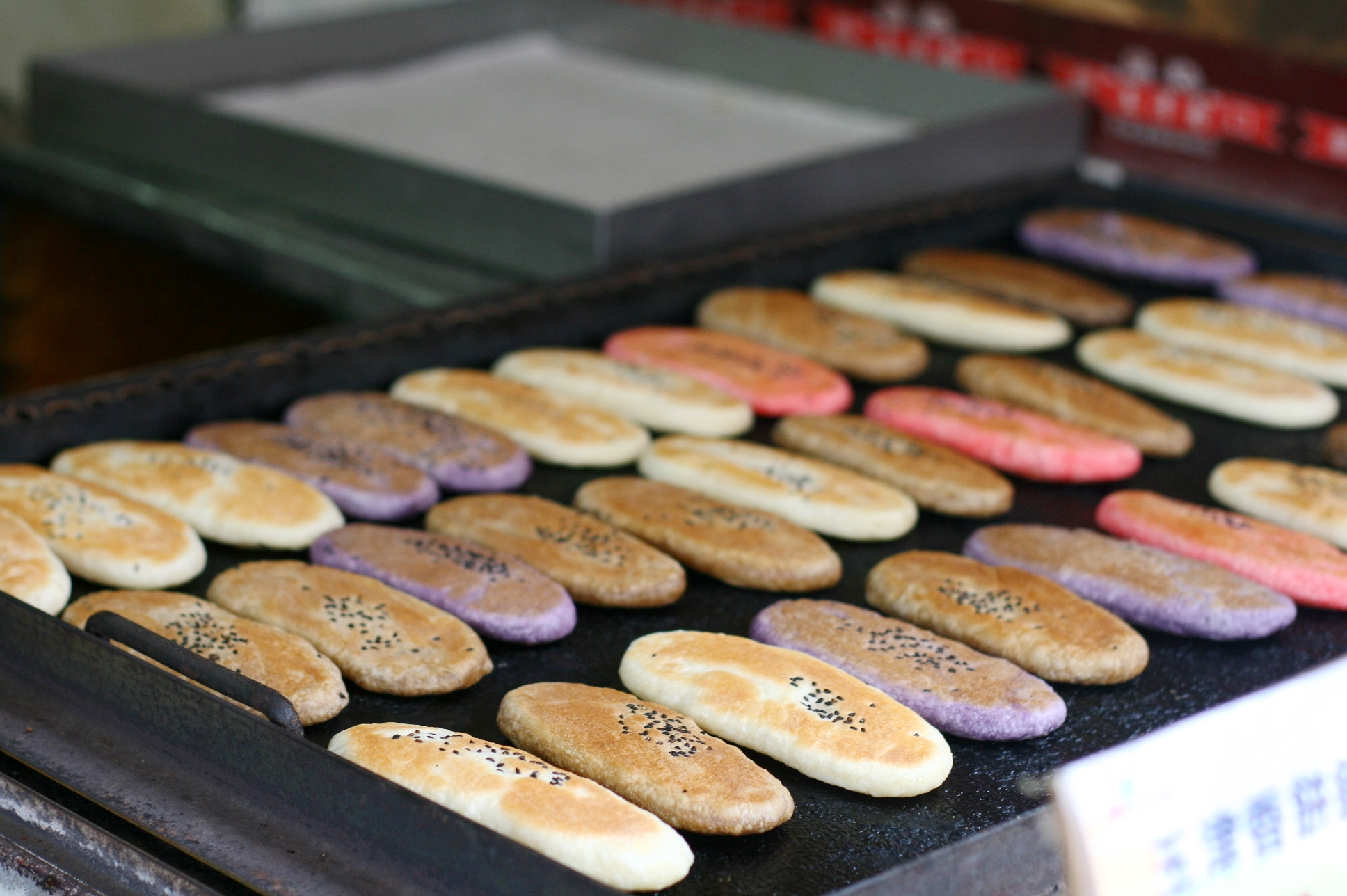

## 引用

### 参考書物
- 張尊禎. 《台灣糕餅50味：舌尖上的懷舊旅行》. 台灣: 遠流. 2009-03-27 [2009年]. ISBN 978-957-326-456-9 （中文）.